# Collema redundans
Collema redundans är en lavart som beskrevs av Nyl. Collema redundans ingår i släktet Collema och familjen Collemataceae.   Inga underarter finns listade i Catalogue of Life.